# Oleśnica (Santa Cruz)
Oleśnicaⓘ é um município no sudeste da Polônia. Pertence à voivodia da Santa Cruz, no condado de Staszów. É a sede da comuna urbano-rural de Oleśnica.
Estende-se por uma área de 10,1 km², com 1 712 habitantes, segundo o censo de 31 de dezembro de 2024, com uma densidade populacional de 170 hab./km².
Oleśnica obteve os direitos de cidade nos anos de 1470 a 1869 e novamente a partir de 1 de janeiro de 2019.

## História

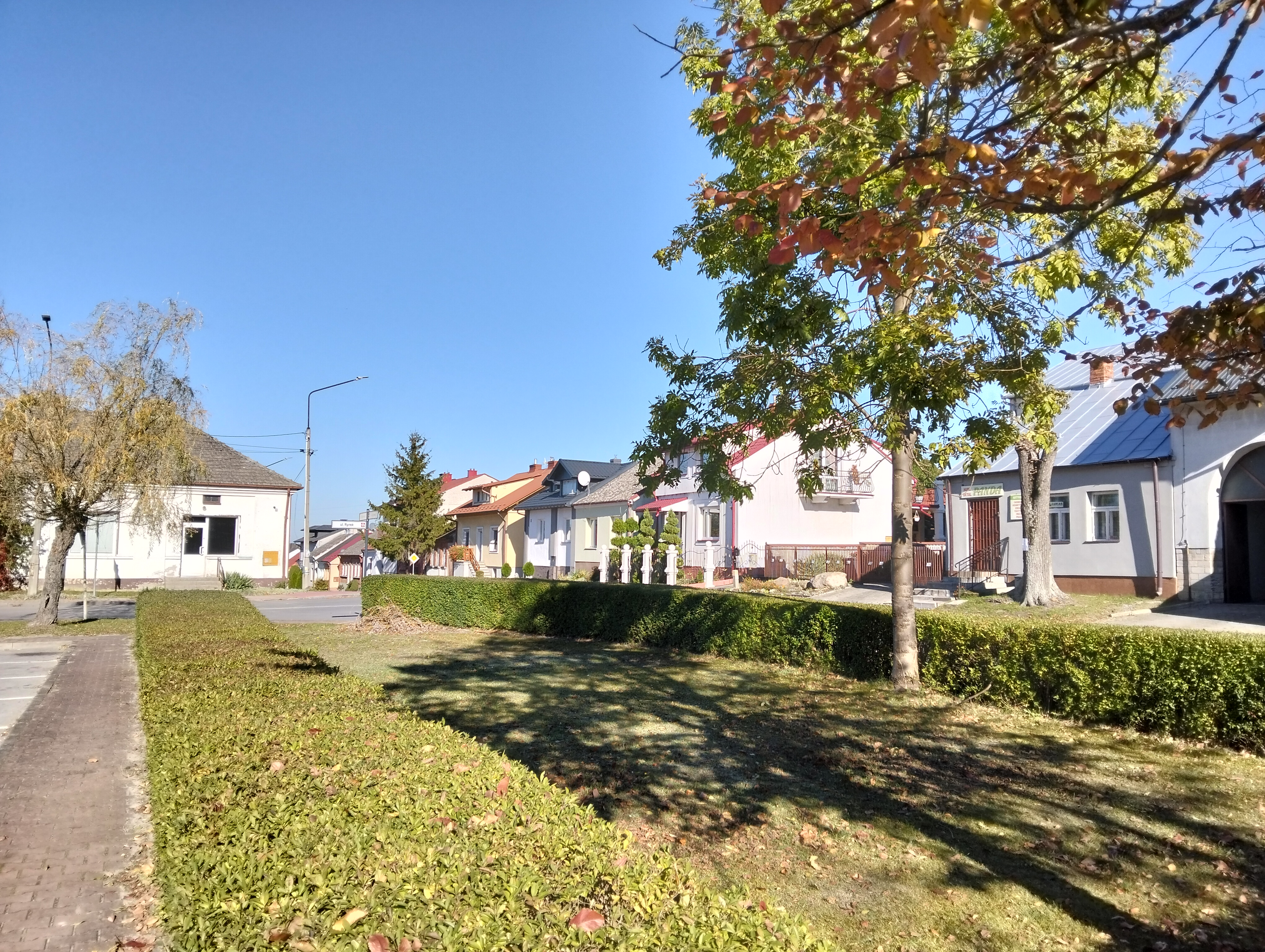
Praça principal

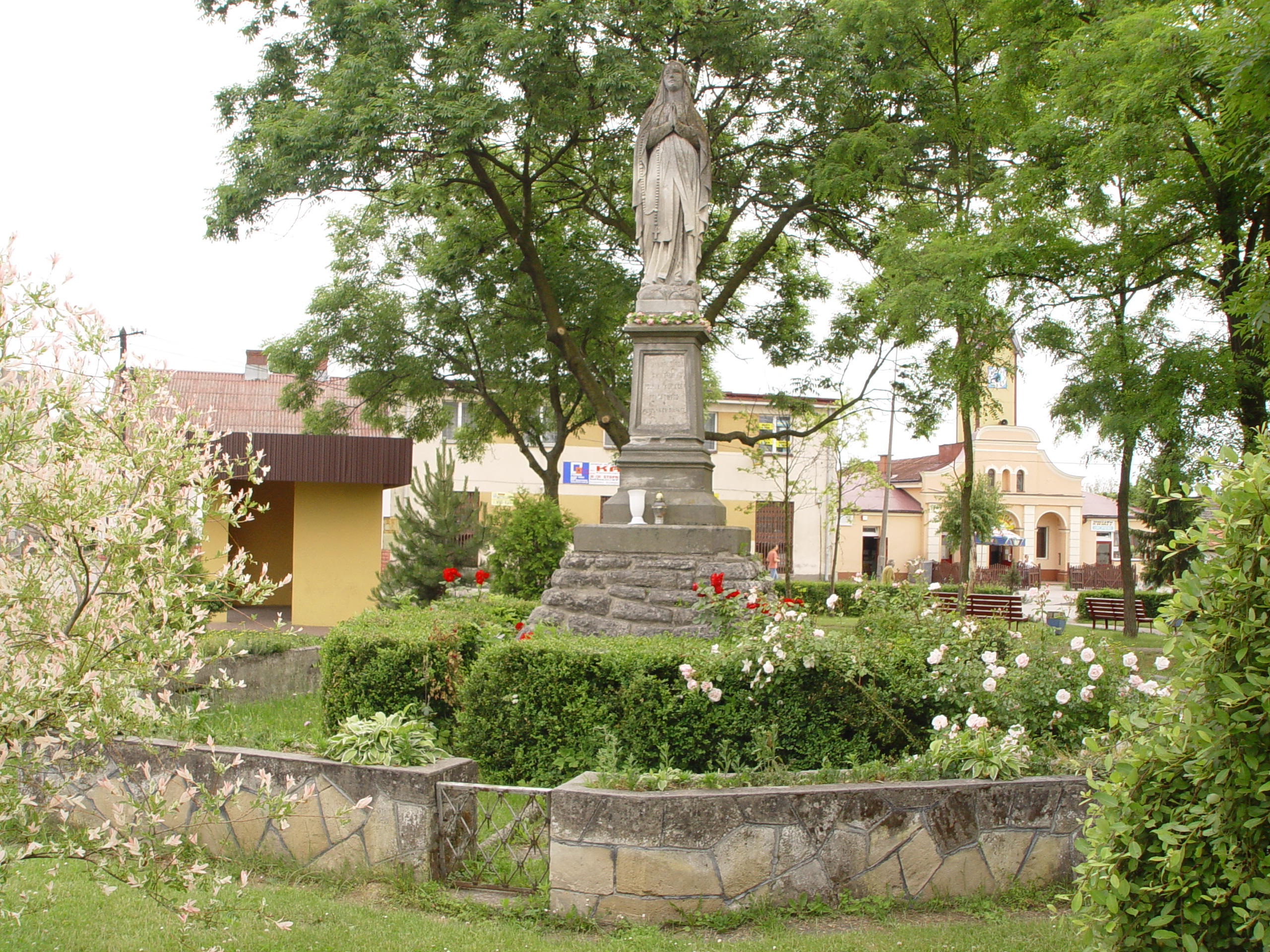
Estátua de 1911 na parte oriental da praça principal

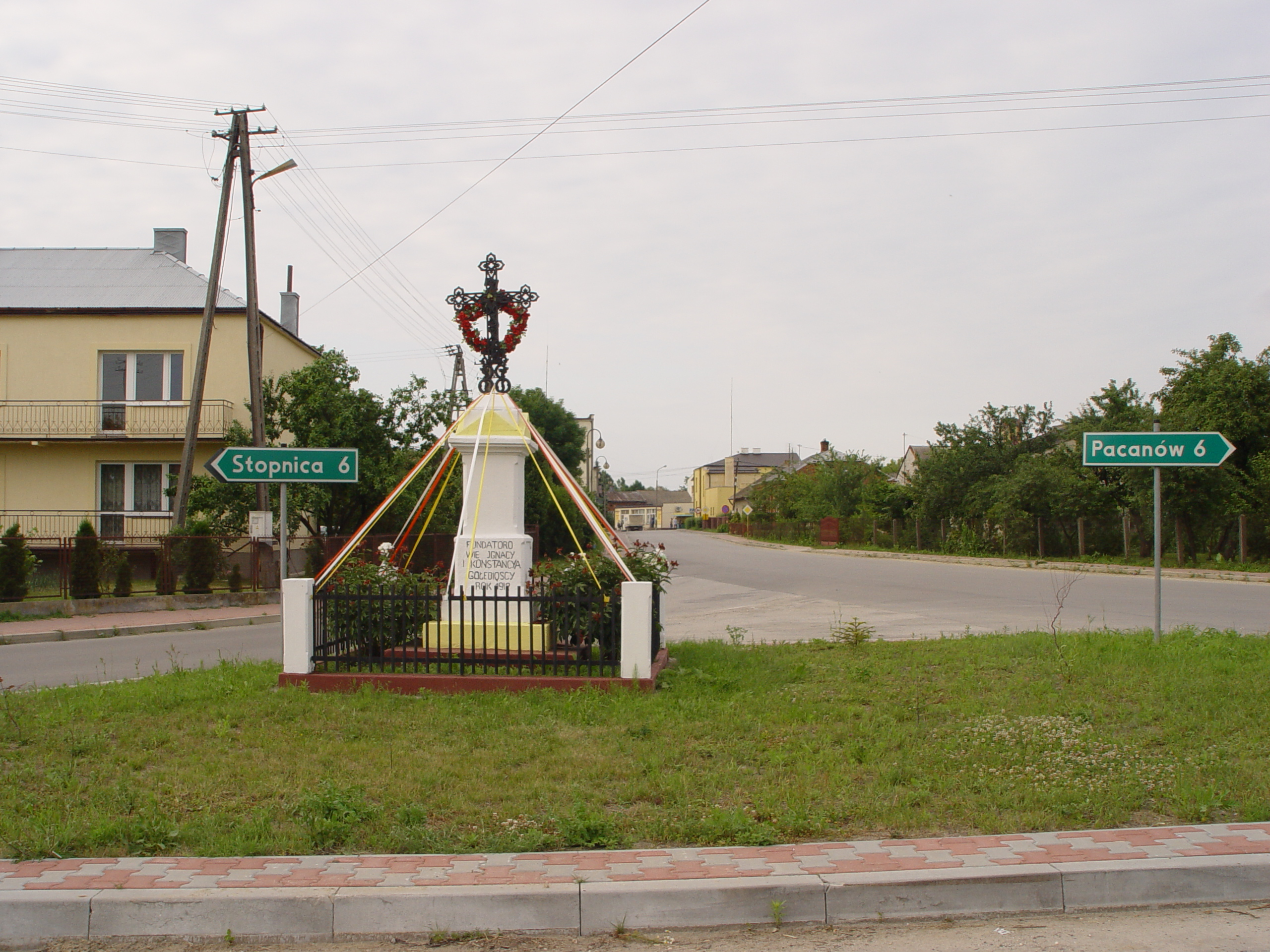
Cruz de 1912 doada por Ignacy e Konstancja Gołebioski, localizada na bifurcação das estradas de saída de Oleśnica

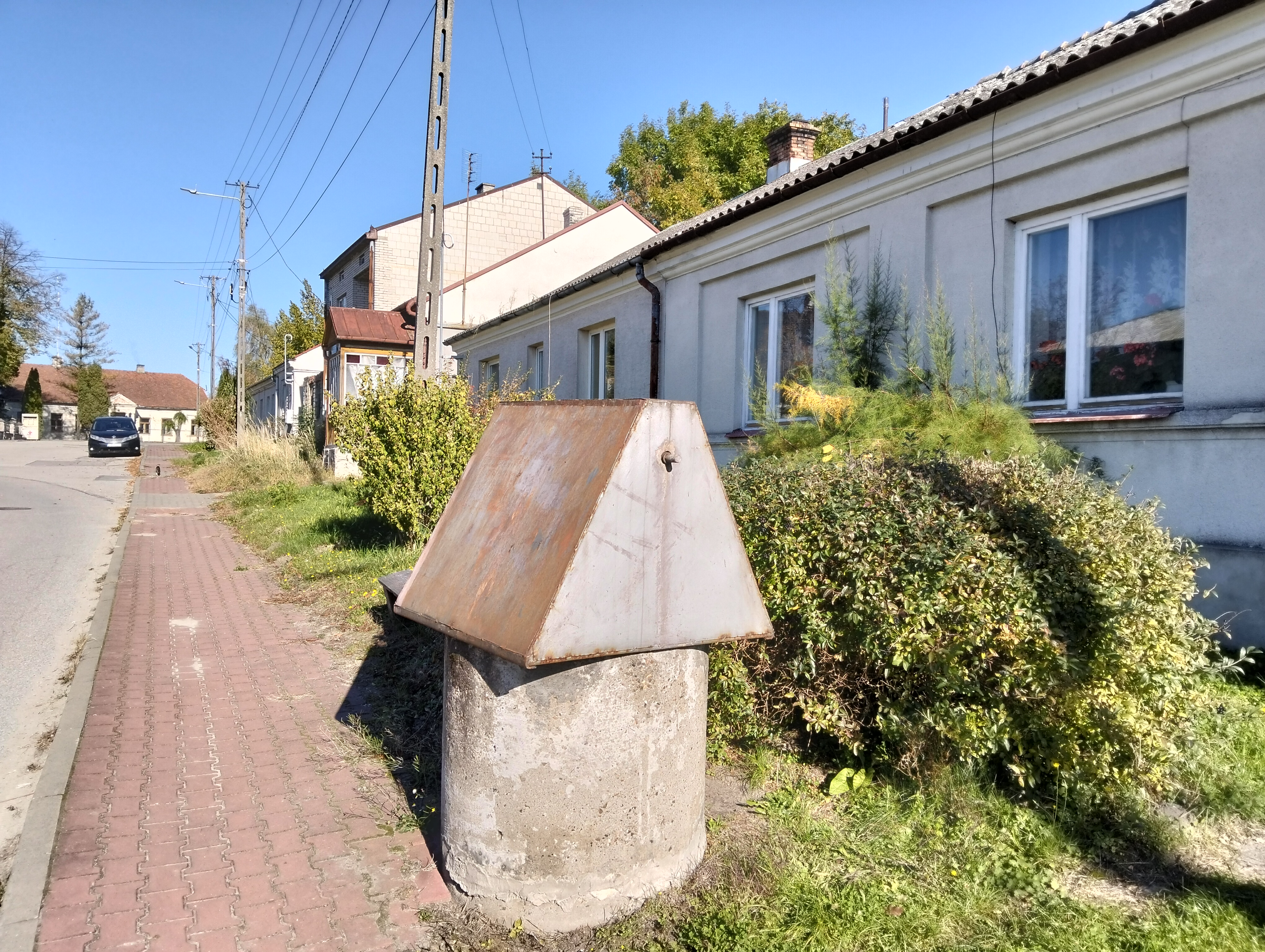
Casas na rua Zakhościele

Oleśnica era um assentamento de nobres. Inicialmente, era a sede da família Oleśnica. O primeiro proprietário conhecido de Oleśnica foi um caçador de Cracóvia, Zbigniew de Oleśnica (Krzyżanowski), brasão de armas Dębno (ca. 1330-1358). De Oleśnica veio um bispo, participante da batalha de Grunwald, mais tarde cardeal Zbigniew Oleśnicki, neto de Zbigniew Krzyżanowski, filho de Jan (Jasiek) e sobrinho de Dobiesław (Dobek). Mais tarde, Oleśnica foi propriedade dos Zborowskis e dos Lanckorońskis.
Em 1406, Piotr Kostka, um representante da comunidade local, aparece, o que significa que a vila tinha leis alemãs pelo menos desde o final do século XIV. Sua população era estimada em cerca de 300 pessoas. Em 1450, Jan de Oleśnica concedeu a lei alemã a todos os seus mais de 40 vilarejos na região de Sandomierz. Na segunda metade do século XV, Oleśnica pertencia a Andrzej Oleśnicki e incluía a fazenda senhorial do herdeiro, os campos dos fazendeiros e uma pousada com fazenda.
No século XVI, Oleśnica era um pequeno centro de artesanato. Em 1520, um certo Marcin Chabuch era um estalajadeiro. A vila também tinha uma taberna. A localização da cidade sob a lei alemã nas terras da aldeia ocorreu em 1546, a pedido de Mikołaj Herburt Odnowski, com base na permissão real. A escritura concedeu à cidade duas feiras — nos dias das festas da Assunção da Virgem Maria e de Santo Urbano — um mercado no sábado e oito anos de liberdade. No entanto, a cidade se desenvolveu lentamente e foi mal construída. Em 1569, o novo proprietário de Oleśnica, Piotr Zborowski, concedeu à cidade um local para uma prefeitura, uma cervejaria e uma casa de malte. Ele também confirmou a concessão anterior de 6 campos e 2 lagoas e 3 terrenos, um das quais pertencia aos banhos e o outro à câmara municipal “para ser usado, não vendido”. Em 1579, a cidade pagava aluguéis de 2 campos da cidade, 12 artesãos, 8 empregados de camponeses e 2 potes de bebida. Em 1591, havia 98 prédios na cidade, 25 deles na praça do mercado, o que significa que ela era cercada por prédios como hoje. A população era de aproximadamente 600 habitantes.
Durante a Reforma Protestante, a cidade foi um centro do calvinismo. Uma igreja calvinista foi fundada aqui em 1563 por Marcin Zborowski. No século XVII, os Lanckorońskis, tentando elevar o artesanato local, organizaram guildas: a dos peleiros, a dos alfaiates e marceneiros, que agrupavam artesãos de 10 especialidades diferentes. Em 1673, Oleśnica, juntamente com a casa senhorial, tinha apenas 184 habitantes.
No início do século XVIII, durante a Terceira Guerra do Norte, a cidade foi em sua maior parte destruída. Para tirá-la do declínio, os proprietários ganharam do rei Augusto II, o Forte, o privilégio de 12 feiras por ano. O número de casas em Oleśnica aumentou para 130 em 1788. No entanto, as divisões da Polônia e a localização da cidade na zona de fronteira, entre as divisões russa e austríaca, causaram estagnação econômica e impediram um maior desenvolvimento. Em 1827, Oleśnica tinha 888 habitantes. Naquela época, apenas cinco casas haviam sido construídas. No século XIX, o assentamento era famoso por seus mestres pedreiros, valorizados e procurados na parte sul da Polônia do Congresso. Em 1869, Oleśnica perdeu seus direitos de cidade.
Após a agressão alemã contra a Polônia, Oleśnica ficou sob ocupação alemã. Em 1943, como resultado de uma ação partidária na prisão de Oleśnica, os camponeses detidos lá por, entre outras coisas, não entregarem suas cotas, foram soltos. Em 1996, uma placa dedicada aos guerrilheiros dos Batalhões Camponeses foi inaugurada na igreja de Oleśnica.
Em 1960, o vilarejo tinha 1965 habitantes. Até 1975, a aldeia pertencia ao condado de Busko na voivodia de Kielce. Após uma reforma administrativa em 1975-1998, o vilarejo foi incorporado à voivodia de Kielce.

## Presente
Uma moderna e atualmente uma das maiores fábricas de tijolos da empresa Wienerberger AG foi construída perto de Oleśnica. A fábrica, que emprega cerca de 60 funcionários, pode produzir até 230 milhões de blocos de argila multicelulares por ano.
Há uma escola primária pública em Oleśnica.

## Consulta local sobre a classificação de cidade (2018)
Em 27 de julho de 2018, o Conselho da Comuna de Oleśnica adotou uma resolução (na forma de um recurso) sobre a restauração dos direitos municipais das cidades privadas deles como resultado da repressão czarista. O apelo implica ignorar todos os procedimentos em vigor a esse respeito para “comemorar a luta heroica dos insurgentes poloneses, reparar os danos causados até o momento e celebrar o 100.º aniversário da reconquista da independência pelo estado polonês e o 155.º aniversário da eclosão da Revolta de Janeiro”. O apelo foi enviado ao Ministério do Interior e da Administração, em consequência do qual o ministro decidiu iniciar o procedimento relativo à concessão da condição de cidade a Oleśnica, solicitando ao Conselho Municipal um parecer precedido de consultas aos habitantes. A posição foi comunicada ao primeiro-ministro Mateusz Morawiecki e, em 13 de setembro de 2018, foi emitida uma resolução relevante sobre a consulta pública. A consulta foi realizada de 28 de setembro a 3 de outubro de 2018 e os resultados foram os seguintes: a) comuna de Oleśnica (comparecimento de 41,14% = 1335 pessoas): a favor 79,40% (1060 pessoas), contra 13,86% (185 pessoas); abstenções 6,74% (90 pessoas); b) aldeia de Oleśnica (comparecimento de 40,09% = 617 pessoas): a favor 85,57% (528 pessoas), contra 10,05% (62 pessoas); abstenções 4,38% (27 pessoas); b) comuna de Oleśnica sem a aldeia de Oleśnica (comparecimento 42,09% = 718 pessoas): a favor 74,09% (532 pessoas), contra 17,13% (123 pessoas); abstenções 8,78% (63 pessoas). Assim, em 4 de outubro de 2018, o Conselho Municipal de Oleśnica aprovou uma resolução expressando uma opinião positiva sobre a concessão de direitos municipais a Oleśnica, com uma população de 1.853 habitantes. Em 1 de janeiro de 2019, a condição de cidade foi restaurada.

## Divisão administrativa
| Nome        | Tipo            |
| ----------- | --------------- |
| Budy        | parte da cidade |
| Wrzos       | parte da cidade |
| Zarzecze    | parte da cidade |
| Zwierzyniec | parte da cidade |

## Demografia
Conforme os dados do Escritório Central de Estatística da Polônia (GUS) de 31 de dezembro de 2024, Oleśnica é uma cidade muito pequena com uma população de 1 712 habitantes (33.º lugar na voivodia de Santa Cruz e 910.º na Polônia), tem uma área de 10,1 km² (26.º lugar na voivodia de Santa Cruz e 613.º lugar na Polônia) e uma densidade populacional de 170 hab./km² (35.º lugar na voivodia de Santa Cruz e 883.º lugar na Polônia). Entre 2019–2024, o número de habitantes diminuiu 6,9%.
Os habitantes de Oleśnica constituem cerca de 2,51% da população do condado de Staszów, constituindo 0,15% da população da voivodia de Santa Cruz.
| Descrição                         | Total      | Total    | Mulheres   | Mulheres | Homens     | Homens   |
| --------------------------------- | ---------- | -------- | ---------- | -------- | ---------- | -------- |
| unidade                           | habitantes | %        | habitantes | %        | habitantes | %        |
| população                         | 1 712      | 100      | 879        | 51,3     | 833        | 48,7     |
| área                              | 10,1 km²   | 10,1 km² | 10,1 km²   | 10,1 km² | 10,1 km²   | 10,1 km² |
| densidade populacional (hab./km²) | 170        | 170      | 87,2       | 87,2     | 82,8       | 82,8     |

## Monumentos históricos
- Igreja paroquial neogótica da Assunção da Bem-aventurada Virgem Maria, de meados do século XIX, construída sobre as fundações de um templo gótico do século XV. Expandido no final do século XIX.[21]
- Estátua de 1911.
- Cruz de 1912.